# 波城足球俱樂部
波城足球俱乐部（简称Pau FC）成立于1959年，位于法国贝阿恩地区的首府波城。
Pau FC起源于1920年於马约利斯区成立的Notre-Dame Bleuets俱乐部，该俱乐部在1958年-1959年赛季初达到法国业余足球的最高级别。当时，宗教当局认为该俱乐部的体育水平已经超越了社区体育协会的范畴。
在创始主席若泽·比德甘（José Bidegain）的领导下，Notre-Dame Bleuets俱乐部的主力队伍转型为波城足球俱乐部（Football-Club de Pau），并在20世纪60年代初搬遷至哈莫球场，其目标是加入职业联赛。
由于长期面临财务困难，Pau FC不得不多次依赖波城市政府的援助，最终降级，重返西南地区联赛。尽管管理层志向高远，但球队始终未能跻身职业足球的行列。20世纪90年代，俱乐部在追求职业化的过程中无节制地花费，因而数次错失晋级法乙联赛的机会。因為财务状况持续恶化，導致Pau FC于1995年破产，被降级至法国全国乙组联赛。
在前球员贝尔纳·拉波特-弗雷（Bernard Laporte-Fray）和若埃尔·洛佩兹（Joël Lopez）的推动下，俱乐部以全新的名称“波城足球俱乐部”重新啟航。经过财务整顿，俱乐部在National联赛稳定发展，直至2007年。尽管随后因场外危机再次降级至National 2，Pau FC于2016-2017赛季初成功重返法国全国联赛。
两年后，即俱乐部成立59年之际，Pau FC迎来了其历史上的首座专用球场“Nouste Camp”（贝阿恩语“我们的土地”）。
在2019年-2020年赛季赢得法国全国联赛冠军并晋升至法乙联赛后，俱乐部迎来了其历史上最辉煌的时期，并努力在法国职业足球版图中稳固地位。自2020年-2021年赛季以来，由尼古拉·乌萨伊（Nicolas Usaï）执教的主力队伍一直征战法乙联赛。

## 时间线：
- 1920年：Notre-Dame Bleuets俱乐部成立。
- 1935年：Bleuets首次参加比利牛斯地区联赛。
- 1950年：获得法国青少年锦标赛冠军（FSCF）。
- 1950年：首次参加西南地区联赛。
- 1958年：十个赛季中九次升级，晋升至业余足球最高级别：全国联赛。
- 1959年：主教区退出，波城足球俱乐部（Football-Club de Pau）成立。
- 1965年：若泽·比德甘（José Bidegain）退出，俱乐部重返西南地区联赛。
- 1975年：为晋级法乙联赛而战。
- 1991年：Pitoun任主席，目标是晋级法乙联赛。
- 1993年：财务问题，俱乐部为生存而战。
- 1995年：破产清算，贝尔纳·拉波特-弗雷（Bernard Laporte-Fray）和若埃尔·洛佩兹（Joël Lopez）接手；俱乐部更名为波城足球俱乐部（Pau Football Club）。
- 1998年：在全国联赛（第三级别联赛）中站稳脚跟。
- 2008年：降级至全国2级联赛（第四级别联赛）。
- 2016年：重返全国联赛（第三级别联赛）。
- 2018年：俱乐部历史上首次拥有自己的球场：Nouste Camp（贝阿恩语“我们的土地”）。
- 2020年：晋级法乙联赛。

## 著名球員
- 蒂諾·科斯塔（Tino Costa）
- 安德雷-皮埃爾·吉尼亞克（André-Pierre Gignac）
- 奧雷利安·謝朱（Aurélien Chedjou）
- 羅傑·米拉（Roger Milla）

## 外部連結
- - Blog about Pau FC  (in French)